# Komorowo (powiat wyszkowski)
Komorowo – wieś w Polsce położona w województwie mazowieckim, w powiecie wyszkowskim, w gminie Rząśnik. Ma status sołectwa.
| SIMC    | Nazwa            | Rodzaj    |
| ------- | ---------------- | --------- |
| 0518895 | Działki          | część wsi |
| 0518903 | Komorowo-Parcele | część wsi |
| 0518910 | Kresy            | część wsi |
| 0518926 | Nowa Wieś        | część wsi |
| 0518932 | Stara Wieś       | część wsi |

W latach 1975–1998 miejscowość należała administracyjnie do województwa ostrołęckiego.
Obok miejscowości przepływa niewielka rzeka Prut, dopływ Narwi.